# Большая мечеть Махдии
Большая мечеть в Махдии (араб. الجامع الكبير في المهدية‎, роман. Jami' Al-Kabir) — фатимидская мечеть в городе Махдия в Тунисе, построенная в 910 (или 916) году.

## История
Историки XIII века сообщают, что мечеть была построена во время правления халифа Убайдаллаха аль-Махди, правившего с 909 по 934 годы. Кроме крыльца и северной галереи внутреннего двора от этих времён в её здании ничего не сохранилось, однако между 1961 и 1968 годами здание было полностью восстановлено по проекту французского архитектора, историка и археолога Александра Лезина. При этом перестраивалось здание и ранее — во времена династии Зиридов и Османской империи). После обрушения киблы в зиридскую эпоху, например, в XI веке был сооружён михраб мечети, который также был восстановлен в 1960-е. Тем не менее, мечеть в Махдии является одной из старейших мечетей фатимидов.
Неподалёку от мечети в XVI веке был построен османский форт Бордж эль-Кебир.

## Архитектура
На архитектуру мечети повлиял облик мечети Укба в Кайруане. Здание мечети прямоугольное, с толстыми и хорошо укреплёнными стенами, приблизительно 75 метров в длину и 55 в ширину. Предположительно, мечеть не имела минарета, и призыв к молитве раздавался с одной из башен на углах стен. Крыльцо мечети напоминает римские триумфальные арки, оно выполнено в форме арки-подковы с напоминающими михраб нишами с каждой стороны и украшено плоскими арками.
Арки на северной галерее мечети заострены, на остальных — выполнены в форме подковы. Купол над реконструированным михрабом поддерживают две колонны и барабан.

### Влияние на мусульманскую архитектуру
Крыльцо Большой мечети в Махдии, сохранившееся от оригинального здания X века, считается первым из памятников магрибской религиозной архитектуры. Его украшение плоскими арками, считающееся отличительной чертой фатимидских памятников и было унаследовано зиридской династией. Кроме того, архитектура мечети в Махдии повлияла на облик египетских мечетей — в частности, мечетей аль-Хаким и аль-Акмар в Каире.

## Галерея

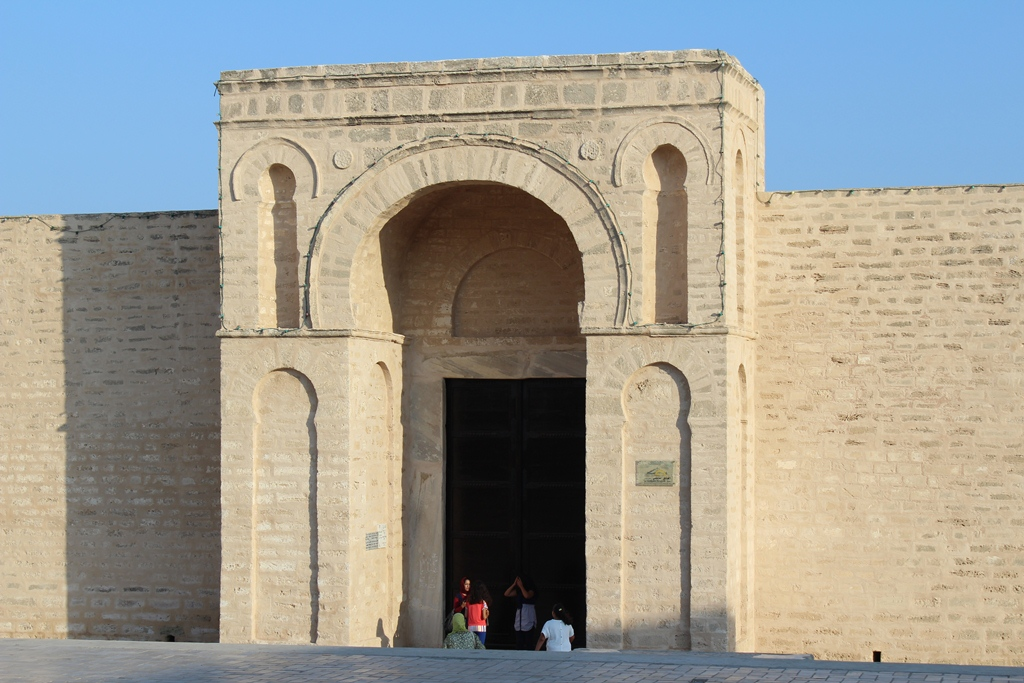
Оригинальное крыльцо X века.
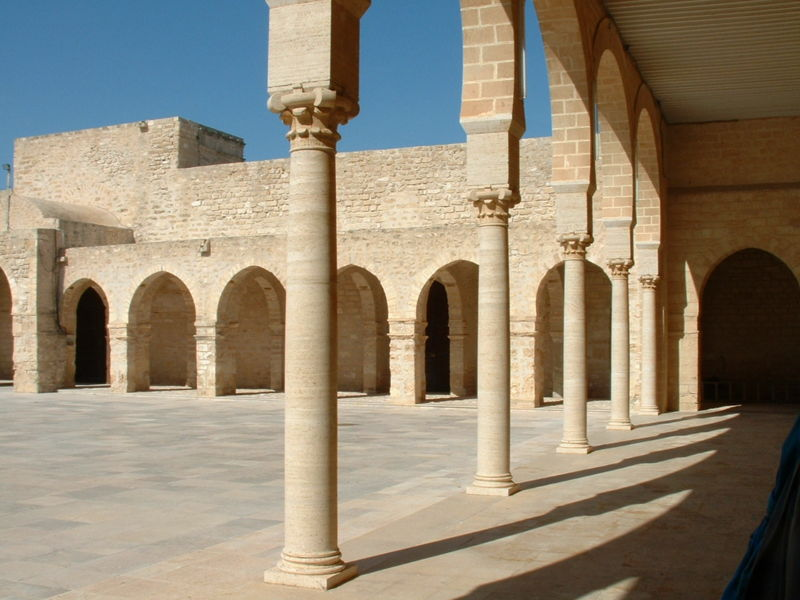
Галереи Большой мечети.
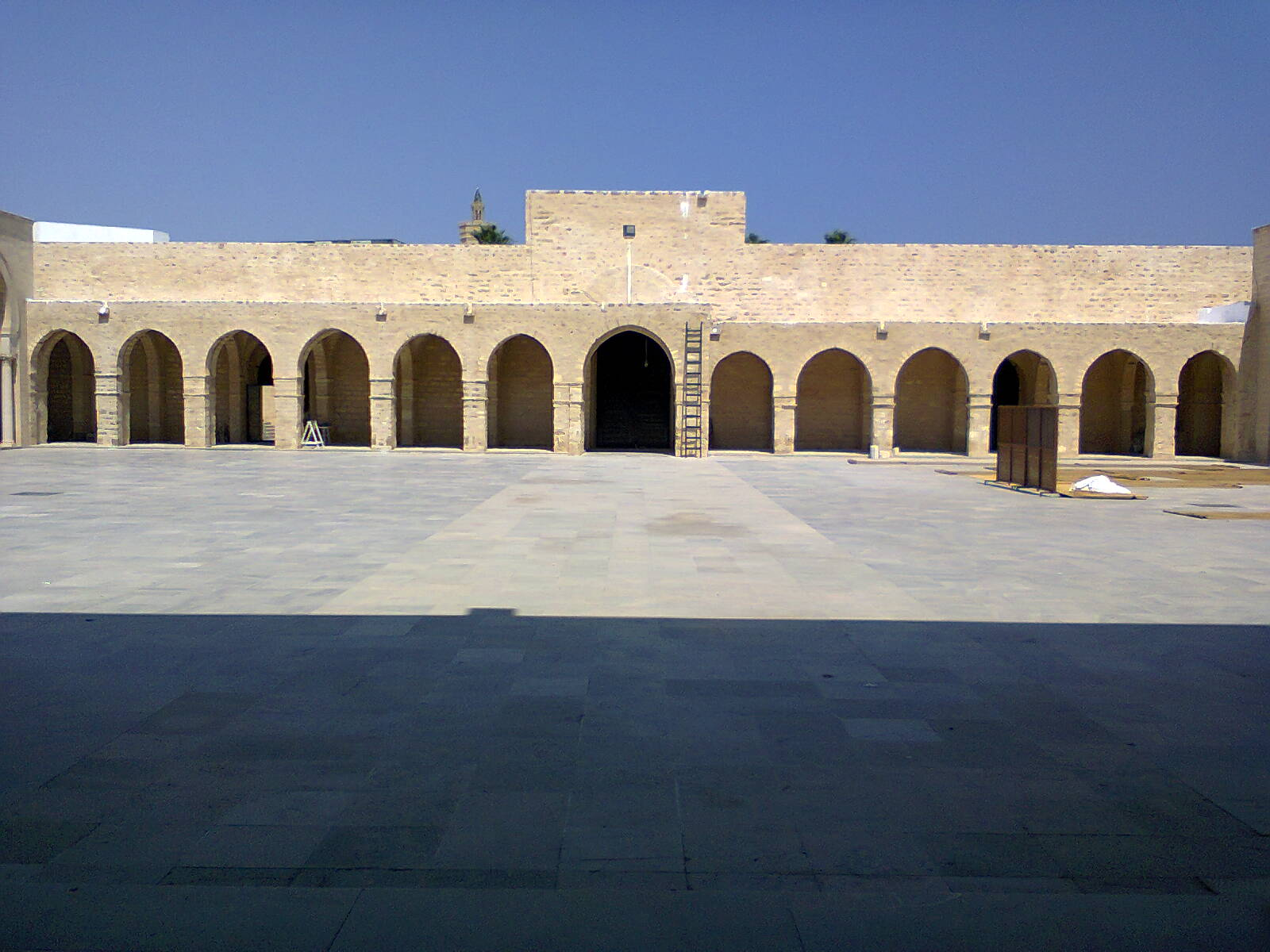
Внутренний дворик.
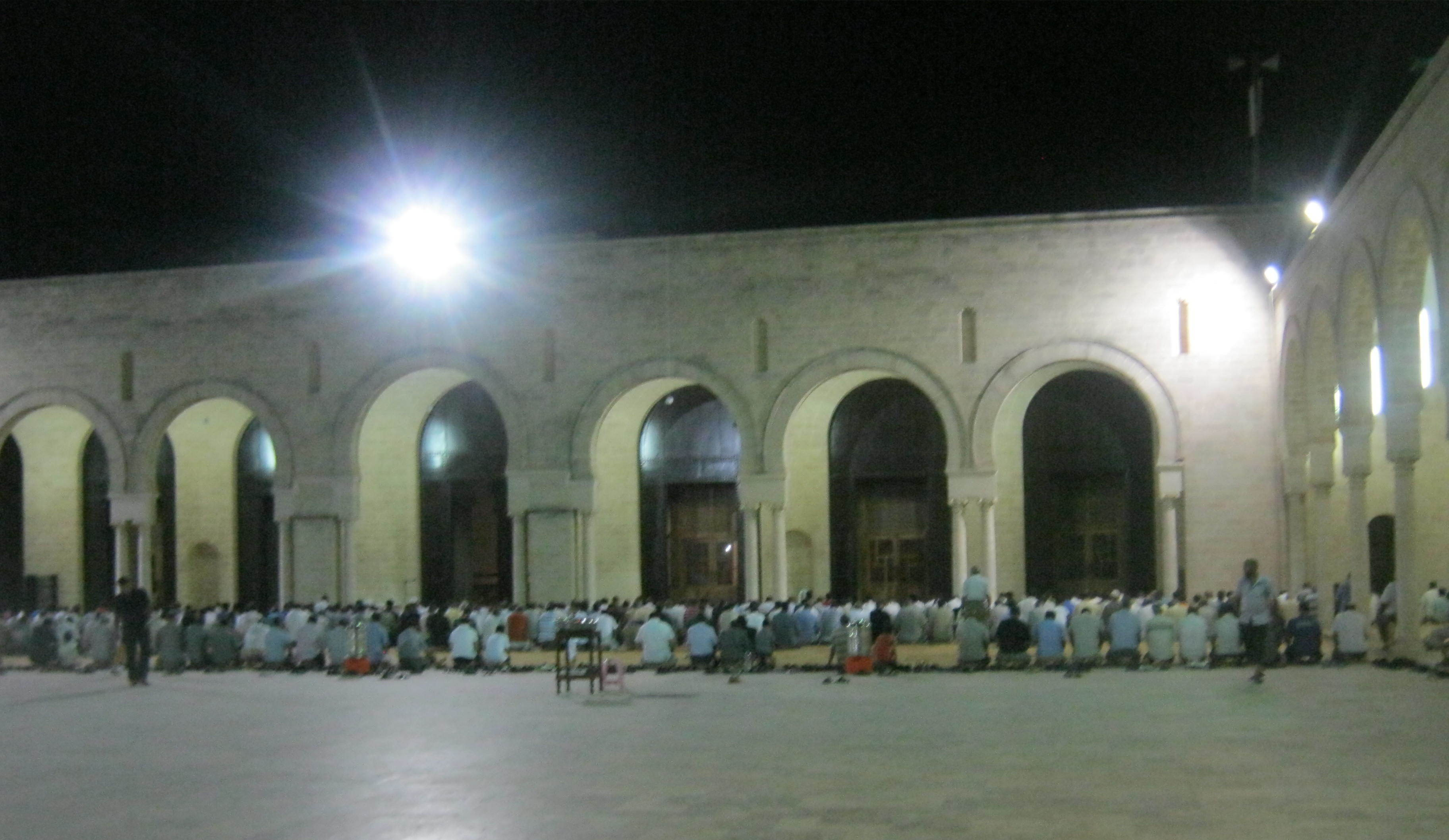
Ночная молитва во внутреннем дворике мечети.